# Leopold Karl Pick
Leopold Karl Pick (* 6. November 1875 in Böhmen; † 15. November 1938 in Aachen) war ein deutscher Maschinenbauingenieur und Privatdozent an der RWTH Aachen. 

## Leben und Wirken
Der Sohn eines böhmischen Gutsverwalters studierte an der Deutschen Technischen Hochschule Brünn Maschinenbau und legte sowohl sein Erstes Staatsexamen 1897 als auch sein Zweites im Jahr 1900 mit Auszeichnung ab. Nach einer anschließenden einjährigen Tätigkeit an der Ersten Brünner Maschinenfabrikgesellschaft wechselte Pick im Jahr 1901 als Dozent zur Gewerbeakademie Friedberg. Zwei Jahre später arbeitete er als Konstrukteur in Sachsen und ab 1909 in Frankfurt als Oberingenieur. Nach dem Ersten Weltkrieg, wo er das Verdienstkreuz für Kriegshilfe erwarb, arbeitete Pick in gleicher Position bei der Firma Neumann & Esser in Aachen. Schließlich schrieb er sich an der RWTH Aachen ein, wo er im Jahr 1919 bei Hermann Bonin seine Promotion erlangte und ab 1931 als Oberingenieur des Heizkraftwerks und des Maschinenlaboratoriums unter der Leitung von Paul Langer arbeitete. In dieser Zeit war er darüber hinaus politisch als Mitbegründer der Deutschen Volkspartei (DVP) aktiv tätig. Nach seiner Habilitation mit dem Thema über die Wahl des Zylindervolumenverhältnisses bei Einzylinderstufenkompressoren im Februar 1933 übertrug man ihm schließlich eine Stelle als Privatdozent in der Fakultät für Maschinenwesen.
Jedoch bereits im Frühjahr 1933 begannen nun auch an der RWTH Aachen die Denunziationsmaßnahmen der Studentenschaft. Hierbei ließen der ASTA (Allgemeiner Studentenausschuss) und die Studentenführer dem hierfür extra eingesetzten Denunziationsausschuss bestehend aus Hermann Bonin, Hubert Hoff, Felix Rötscher, Adolf Wallichs und Robert Hans Wentzel darüber Mitteilungen zukommen, welche der Dozenten und Professoren nicht arischer Abstammung waren und vermeintlich oder tatsächlich eine unerwünschte politische Einstellung hatten. Pick sollte nun gemäß dem Gesetz zur Wiederherstellung des Berufsbeamtentums aufgrund seiner jüdischen Herkunft zusammen mit den anderen nicht arischen Professoren Otto Blumenthal, Arthur Guttmann, Walter Maximilian Fuchs, Ludwig Hopf, Theodore von Kármán, Paul Ernst Levy, Karl Walter Mautner, Alfred Meusel, Rudolf Ruer, Hermann Salmang und Ludwig Strauss ab September 1933 die Lehrerlaubnis entzogen werden. Ein Bittschreiben seines amtierenden Rektors Paul Röntgen an den Reichskommissar im Erziehungsministerium Bernhard Rust, Pick aufgrund seiner Konversion zum evangelischen Glauben, seiner Mitgründung der DVP und seiner Kriegsauszeichnung weiter lehren zu lassen, wurde abgelehnt und Pick musste zunächst beurlaubt und wenig später auch als Oberingenieur entlassen werden. Trotz dieser widrigen Umstände blieb er in Aachen, wo er als Freier Mitarbeiter bei der Aachener Filiale des Pumpenherstellers Klein, Schanzlin & Becker AG tätig war, aber bereits im Jahr 1938 an einem Herzinfarkt verstarb. Er gehörte dem Verein Deutscher Ingenieure (VDI) an.